# كين روبرتسون
كين روبرتسون (بالإنجليزية: Kaine Robertson)‏ هو لاعب اتحاد الرغبي نيوزيلندي، ولد في 29 أكتوبر 1980 في أوكلاند في نيوزيلندا.

## وصلات خارجية
- كين روبرتسون على موقع سلسلة سباعيات الرغبي العالمية - رجال (الإنجليزية)
- كين روبرتسون عل موقع إسبنسكروم (الإنجليزية)
- كين روبرتسون على موقع ItsRugby.co.uk (الإنجليزية)